# Epidendrum rigidum
Epidendrum rigidumé uma pequena espécie epífita de crescimento monopodial e ramificado. Vegeta no litoral. Pseudobulbos de 30 centímetros de altura, com folhas obtusas e carnosas, de cor verde claro e com 5 centímetros de comprimento. Escapos florais carnosos, portando de três a cinco flores. Flor com muita consistência, de 1 centímetro de diâmetro e segmentos de cor verde-brilhante.
Floresce no inverno.
Sinônimos:
- Epidendrum pium Rchb.f. & Warm. in H.G.Reichenbach, 1881
- Epidendrum cardiophorum Schltr., 1911